# Vojtěch Hranoš
Vojtěch Hranoš (* 8. května 2006, Opava) je český fotbalový útočník a mládežnický reprezentant hrající za pražskou Spartu.

## Klubová kariéra
Hranoš začal s fotbalem v SFC, jehož je i odchovanec.

### SFC Opava
V zimě 2023 začal hrát v seniorských kategoriích, za které odehrál 14 zápasů a připsal si jednu branku.

### AC Sparta Praha
Dne 8. července 2023, po spekulacích o přestupu do ostravského Baníku či Slavie Praha, nakonec podepsal víceletý kontrakt ve Spartě. K sezoně 2024/25 nastupuje pravidelně v sparťanské rezervě.

## Reprezentační kariéra
Hranoš reprezentuje Českou republiku na úrovni U19, v minulosti taktéž reprezentoval na úrovních U16, U17, U18. Premiéru si připsal dne 17. srpna 2021 proti norské U15, do zápasu nastoupil v 59. minutě. První gól si připsal v kategorii U17 proti maltské U17, kdy vstřelil hattrick.